# Mairie de Montrouge
Mairie de Montrouge was van 2013 tot 2022 het zuidelijke eindstation van de lijn 4 van de metro van Parijs, nabij het gemeentehuis van de voorstad Montrouge. Het station is geopend op 23 maart 2013. Het station maakte deel uit van de eerste uitbreiding van lijn 4 sinds de aanleg, en de eerste gelegenheid waarbij lijn 4 de stadsgrens overschreed. Een verlenging verder naar het zuiden werd in dienst genomen op 13 januari 2022, met de stations Barbara en de nieuwe terminus Bagneux - Lucie Aubrac.
Het station is het 303ste van de Parijse metro. Het is gedecoreerd door de Franse kunstenaar Hugues Reip.
Porte de Clignancourt · 
Simplon · 
Marcadet - Poissonniers · 
Château Rouge · 
Barbès - Rochechouart · 
Gare du Nord · 
Gare de l'Est · 
Château d'Eau · 
Strasbourg - Saint-Denis · 
Réaumur - Sébastopol · 
Étienne Marcel · 
Les Halles · 
Châtelet · 
Cité · 
Saint-Michel · 
Odéon · 
Saint-Germain-des-Prés · 
Saint-Sulpice · 
Saint-Placide · 
Montparnasse - Bienvenüe · 
Vavin · 
Raspail · 
Denfert-Rochereau · 
Mouton-Duvernet · 
Alésia · 
Porte d'Orléans ·
Mairie de Montrouge ·
Barbara ·
Bagneux - Lucie Aubrac